# 正大综艺
《正大综艺》是中国中央电视台与正大集团联合推出的一档综艺节目，1990年4月21日首播至今，是目前中央电视台播出时间最长、播出数量最多的大型电视综艺节目，也是中国大陆播出时间最长的综艺节目。其历任主持人大都在中国大陆享有很高知名度，其主题曲《爱的奉献》也在国内广为流传。节目形式几经变更，起初以旅游问答节目为主，后转型为室内游戏竞技节目，目前为介绍中国各地风光的文旅资讯节目，以“不看不知道，山河真美妙”为口号，主持人为张舒越，每周日下午18:00在中央电视台综合频道首播。

## 发展历程
1980年代，在中国大陆投资办厂的正大集团总裁谢国民有感于国内晚间电视节目内容平淡，有意将国外具有娱乐性和知识性的视频素材制作成节目引入国内。1987年，正大集团在英屬香港组建正大综艺公司。1990年，正大综艺公司与中国中央电视台合作（起初是正大综艺公司提供节目内容、央视完成后期制作，现彻底由央视创造传媒负责制播）推出《正大综艺》，由综艺节目与海外电影两部分组成：一般综艺节目称为《正大综艺》，海外电影被单独称为《正大剧场》。早期CCTV-6和CCTV-8尚未开播兴起的时候，海外剧即通过《正大剧场》尽收眼底。

### 旅游问答节目时期
《正大综艺》于1990年4月21日起每周六晚19:30在中央电视台第二套节目（CCTV-2）首播、中央电视台综合频道（CCTV-1）在周末日间档重播。开播初期，节目素材和形式取自以台湾中视的《绕着地球跑》，由“世界真奇妙”、“五花八门”、“名歌金曲”三部分组成。其中，“世界真奇妙”通过现场嘉宾猜谜的形式介绍世界各地的旅游文化，栏目口号“不看不知道，世界真奇妙”逐渐被观众熟知。自1991年1月27日播出的第40期起，节目引入抢答、场内幸运观众回答、嘉宾表演节目等环节，使节目更有戏剧性和挑战性。同时，节目组开始尝试自制节目素材，第68期的“世界真奇妙之桂林山水”为节目组的第一个自拍自编短片。
由1992年5月7日第107期起，节目改版，推出了讨论国外社会现象的“关心焦点”、介绍动物知识的“动物神趣”。1993年2月27日第149期，增设“真真假假”环节，安排三位自称是同一职业的从业人员出现，让嘉宾竞猜谁是真的从业者，从1992年5月23日第109期节目开始，节目录制现场由演播厅走向全国，在西安、长沙、呼和浩特、上海等12个城市录制了31场节目。节目中穿插“中国真奇妙”栏目，由节目组自拍自编。此外，还结合一些节日和纪念日，制作了“奥运专辑”、“减灾专辑”、“航天专辑”、“93年春节专辑”、“93年元宵专辑”、“有奖问答抽奖专辑”、“世界邮政日专辑”、“94年春节专辑”、“200期《正大综艺》节目专辑”等节目。
1994年2月28日第201期起，节目引入竞赛模式，每一期由几位嘉宾分别代表一支观众队伍进行答题比拼，先后推出了“快速抢答”、“猜猜看”、“是真是假”、“价格表”等栏目。并继续在国内24个城市录制了24场节目，此外还制作了“反法西斯战争胜利50周年”、“电影百年”、“世妇会”、“土地法”、“96年新年专辑”等节目。其中1994年10月9日的“广岛亚运会专辑”为节目组的第一个全部自拍于国外的节目。
由1996年6月2日第315期起，随着全国各地卫星电视频道增加、综艺节目竞争激烈的影响，这一阶段的《正大综艺》改版较为频繁，推出了“找错误”、“不做不知道”、“说说看”等栏目、其中1997年2月推出的“一笑茶园”环节，以情景剧问答形式，受到观众的普遍喜欢。从第400期特别节目开始，节目组开通热线电话，为场外观众提供了参与答题的平台。2000年4月23日，为庆祝节目开播十周年播出特别节目（第500期）。这一阶段，正大综艺制作了“庆祝内蒙古自治区成立40周年”、“庆祝广西壮族自治区成立40周年”、“西藏民主改革40周年”、“香港专辑”、“澳门专辑”、“西部系列”以及俄罗斯、南非、新加坡、尼泊尔、巴基斯坦、保加利亚、日本、韩国、澳大利亚、西班牙、马尔代夫、斯洛文尼亚、荷兰、芬兰、古巴、肯尼亚等专辑节目。2001年5月27日，随着出国旅游大众化的趋势，节目组新增了由观众在旅行途中用DV拍摄制作的内容编辑而成的“我的世界真奇妙”栏目。2002年3月3日，《正大综艺》播出第600期特别节目。
2002年7月7日，节目全面改版，以英国BBC综艺节目《Dog Eat Dog》为蓝本，嘉宾由明星变为普通人。每期六位选手在现场通过五关竞赛──“一‘拼’到底”（90秒电脑拼图）、“世界真奇妙”（90秒6题4胜）、“身体力行”（90秒完成一个项目）、“是真是假”（90秒6题4胜）、“步步为‘赢’”（电子迷宫），每关淘汰一人，最后在“针锋相对”（1vs5答题）决出终极胜负。
2003年7月起，《正大综艺》改为在中央电视台综艺频道（CCTV-3）周末晚黄金档首播。2005年7月9日—7月16日，节目组先后播出了十五周年庆典和专题节目。

### 专题节目时期
2006年后，《正大综艺》在很长一段时间内仅以专题节目的形式出现，如《神奇动物之旅》、《蒙地卡罗杂技节》、《我们的地球》、《魔术大联盟》等，没有固定的节目形式。2006年9月，《正大综艺》推出“吉尼斯挑战之旅”，2007年1月4日，《正大综艺》推出英国吉尼斯世界纪录总部授权的《吉尼斯中国之夜》，主持人为王雪纯、林海和朱迅，节目邀请挑战者现场挑战世界纪录，成功者当场获吉尼斯世界总部的认证，收录于《吉尼斯世界纪录大全》。节目在节假日期间集中播出，总共播出近70场，诞生了200多项吉尼斯世界纪录。

### 季播节目时期
2010年9月19日，《正大综艺》在开播20年后改为中央电视台综合频道（CCTV-1）首播，播出时间为周日晚18:00，并改为季播综艺节目。首季节目为游戏竞技节目《正大综艺·墙来啦》，引进日本富士电视台《TUNNELS的託大家的福》版权制作，由史强（强子）与朱迅主持。
2011年10月1日，推出明星戏剧表演真人秀节目《正大综艺·谢天谢地你来啦》，引进澳大利亚七号电视网节目《感谢上帝，你在这》版权制作，主持人有崔永元、高博和华少，2012年4月14日起，更名为《谢天谢地你来啦》，作为CCTV-1“全新晚间十点半档”重点栏目，播出时间为每周六晚22:28分。
2013年11月10日，推出亲子游戏节目《正大综艺·宝宝来啦》，引进美国广播公司《Bet on Your Baby》版权制作，由史强（强子）与朱迅主持。
2016年11月6日，推出青少年科学益智游戏节目《正大综艺·脑洞大开》，由高博主持。
2018年1月1日，推出家庭科普益智游戏节目《正大综艺·动物来啦》，由高博主持。节目口号改为“不看不知道，动物真奇妙”。

### 文旅节目时期
2022年4月24日，《正大综艺》全新改版，由张舒越主持，以“外景短视频+演播室观察”形式聚焦全国首批100个乡村旅游重点镇，口号为“不看不知道，山河真美妙”。

## 改版前历任主持人
- 第一任：姜昆、杨澜（第1-52期[12]）
- 第二任：杨澜、戴宗显；方舒、方卉（第53-65期，两组轮流[13]）
- 第三任：赵忠祥、杨澜（第66-200期[14]）
- 第四任：程前、袁鸣（第201-222期[14]）
- 第五任：程前、姜丰（第223-226期）
- 第六任：程前、王雪纯（第227-374期[14]）
- 第七任：王雪纯、张政（第375-442期[15]）
- 第八任：张政、吉雪萍/朱迅（两人轮换[15]）
- 第九任：吉雪萍、男主持人未固定[注 1][16]
- 第十任：林海、王雪纯
- 第十一任：林海（唯一主持人）
- 主要外景主持人：李秀媛、谢佳勳、朱迅

## 主要栏目
《正大综艺》前后推出过近百个栏目。
- 世界真奇妙
- 真真假假
- 价格表
- 找错误
- 不做不知道
- 说说看
- 快速抢答
- 世纪搜索
- 奇人奇事
- 是真是假
- 魔术揭密
- 一笑茶园
- 尤里卡
- 我的世界真奇妙
- 世界文化遗产
- 五花八门
- 猜猜看
- 节日缤纷
- 吉尼斯世界纪录
- 逗你玩
- 信不信由你
- 真真假假
- 关心焦点
- 动物神趣
- 价格表
- 一拼到底
- 身体力行
- 步步为赢
- 针锋相对

## 主题曲
《正大综艺》主题曲《爱的奉献》，宫本一作曲，翁炳荣作词，翁倩玉演唱。1989年，翁炳榮受謝國民延攬，擔任正大綜藝公司董事長；2006年退休。
2007年1月10日，作为《正大综艺·吉尼斯世界纪录》的节目内容，由北京理工大学珠海学院师生（教师5人、学生4785人）与《正大综艺》主持人朱迅、王雪纯、程前、张政、谢佳勋、李秀媛一起创造了4796人手语大合唱的吉尼斯世界纪录，他们合唱的歌曲即为《爱的奉献》。

## 释
1. ↑  张政离开《正大综艺》后，节目组一直在寻找合适的男主持，因此这一时期男主持更换频繁，观众戏称“铁打的吉雪萍，流水的男主持”，其中有些是友情代班，有些则是候选。前后包括董浩、李佳明、孙宇、李咏、林熙越、林海、张泽群、曾子航、庄希海、张毅等。

## 外部連結
- 《正大综艺》官方主页（页面存档备份，存于）
- 《谢天谢地你来啦》官方主页（页面存档备份，存于）